# Ручьи (Конаковский район)
Ручьи́ — деревня в Конаковском районе Тверской области России, административный центр Ручьёвского сельского поселения.
Находится в 17 километрах к юго-востоку от города Конаково, на реке Крутец, притоке Сестры.

## История
Река Крутец делит деревню на две части. Южная исторически называется Большие Ручьи, северная — Малые Ручьи.
В Списке населенных мест Тверской губернии 1859 года имеется казённая деревня Ручьи, 121 двор, 866 жителей. В 1887 году в Негодяевском приходе Даниловской волости Корчевского уезда значятся уже две деревни: Большие Ручьи, 93 двора, 524 жителя, и Малые Ручьи, 60 дворов, 323 жителя.
И в следующие годы деревня то числилась одним населённым пунктом, то двумя. К 1990-м годам объединённая деревня стала называться Малые Ручьи, пока Законодательное Собрание Тверской области не постановило в феврале 2005 году деревню «Малые Ручьи» впредь именовать деревня «Ручьи».

## Население
Население по переписи 2002 года — 664 человек, 315 мужчин, 349 женщин.
| 1859 | 1887 | 1997 | 2002 | 2010 |
| ---- | ---- | ---- | ---- | ---- |
| 866  | ↘524 | ↗697 | ↘664 | ↗669 |

## Известные люди
В деревне родились герои Великой Отечественной войны: Герой Советского Союза Владимир Иванович Гаранин (1920—1969) и
полный кавалер ордена Славы Василий Павлович Волков (1925—2008).

## Достопримечательности
- В 2009 году в д. Ручьи была построена Часовня в честь Казанской иконы Божьей матери.

## В деревне
- МБОУ СОШ д. Ручьи
- МДОУ Детский сад д. Ручьи
- МУ «Ручьёвской сельский дом культуры»
- МУ «Ручьёвская сельская библиотека»
- МУЗ «Ручьёвской ФАП»
- отделение ФГУП «Почта России»
- ООО «Ручьёвское» (сельскохозяйственное предприятие)
- ОАО «ЖКХ „Ручьи“»
- ООО «Ясен бук»